# Жеговац (планина)
Жеговац је планина у источном делу Косова и Метохије, југоисточно од Приштине, а североисточно од Урошевца. Највиши врх је Плитковић висок 1.071 m У планини постоји лежиште оловне, цинкове и сребрне руде, које се копају у руднику Ново Брдо.
У западном подножју налази се Мермерна пећина, са низом природних пећинских украса.